# Constantino Maniaces
Constantine Maniaces (en griego: Κωνσταντῖνος Μανιάκης; fl. c. 830-866) fue un alto funcionario de la corte bizantina de mediados del siglo IX. Inicialmente un rehén bizantino, pronto ganó la confianza imperial y ascendió a través de la jerarquía cortesana siendo nombrado para puestos de alto nivel, como drungario de la guardia, patricio y logoteta postal. Además, estuvo involucrado en los eventos cortesanos de la época, como la ejecución de Teoctisto y las intrigas que rodearon a los patriarcas Juan VII el Gramático y Focio.

## Descendencia
Tradicionalmente, Constantino Maniaces fue identificado como el padre de Tomás, un patricio y logoteta a principios del siglo X, y como padre o abuelo del historiador Genesio, pero investigaciones más recientes de Karlin-Hayter y Tadeusz Wasilewski han socavado esta hipótesis.